# Klaus Hock (Jurist)
Klaus Hock (* 1950; † 29. Oktober 2021) war Professor für Arbeitsrecht sowie Bürgerliches Recht, Handels- und Gesellschaftsrecht an der Hochschule Kehl. Außerdem war er dort Studiendekan der Fakultät Rechts- und Kommunalwissenschaften.

## Leben
Hock studierte Rechtswissenschaften in Freiburg im Breisgau und promovierte 1986 zum Thema „Gesetzgebung des Rates der Volksbeauftragten“. Anschließend war Hock als Richter am Landgericht Offenburg tätig, bevor er 1990 Professor für Zivil- und Arbeitsrecht an der Hochschule Kehl wurde. Ab 2015 war Hock im Ruhestand.

## Wirken
Neben seiner Lehrtätigkeit veranstaltet Hock Seminare und Workshops, z. B. bei der Haufe Akademie, wirkt als Gutachter, z. B. bei Projekten auf betrieblicher Ebene mit oder berät im Bereich des Arbeits- und Tarifrechts.

## Schriften (Auswahl)
- Klaus Hock (mit Dieter Bremecker): TVöD-Lexikon : Krankenhaus. Haufe, Freiburg, Loseblatt-Sammlung. ISBN 978-3-448-06656-2
- Klaus Hock (mit Dieter Bremecker): TVöD-Lexikon : Verwaltung. Haufe, Freiburg, Loseblatt-Sammlung. ISBN 978-3-448-06657-9
- Klaus Hock (mit Stefanie Hock): Handbuch der Lohnpfändung. Beck, München 2014. ISBN 978-3-406-65281-3.
- Klaus Hock (mit Stefanie Hock): Die Berechnung des pfändbaren Betrages nach der Nettomethode. In: Zeitschrift für Tarif-, Arbeits- und Sozialrecht des öffentlichen Dienstes. Rehm, München 2013. ISSN 0931-8577. S. 471–476.
- Klaus Hock (mit Klaus-Dieter Klapproth): Die neue Altersteilzeit im öffentlichen Dienst. Haufe, Freiburg 2010. ISBN 978-3-648-01036-5.
- Klaus Hock (mit Klaus-Dieter Klapproth): Die neuen Tarifregelungen zur Altersteilzeit und flexiblen Altersarbeitszeit im öffentlichen Dienst. In: Zeitschrift für Tarif-, Arbeits- und Sozialrecht des öffentlichen Dienstes. Rehm, München 2010. ISSN 0931-8577. S. 278–287.
- Klaus Hock (mit Stefanie Hock): Die Umsetzung des Sabbatical-Modells im TVöD/TV-L. In: Zeitschrift für Tarif-, Arbeits- und Sozialrecht des öffentlichen Dienstes. Rehm, München 2010. ISSN 0931-8577. S. 222–228.
- Klaus Hock: Die Gesetzgebung des Rates der Volksbeauftragten. Centaurus-Verl.-Ges., Pfaffenweiler, 1987. ISBN 3-89085-152-5